# NGC 1597
NGC 1597 è una lontana galassia lenticolare situata nella costellazione dell'Eridano, a una distanza di circa 479 milioni di anni luce dalla nostra Via Lattea.

## Scoperta
La galassia è stata scoperta il 31 dicembre 1885 dall'astronomo statunitense Ormond Stone.